# Sanidis
Sanidis (gr.: Σανίδης, Sanídi̱s) – nieznany z imienia grecki strzelec, który wziął udział w Letnich Igrzyskach Olimpijskich 1896 (Ateny).
Na igrzyskach startował tylko w konkurencji pistoletu wojskowego (odległość – 25 m); nie ukończył jednak tej konkurencji.